# Christuskirche (Absberg)

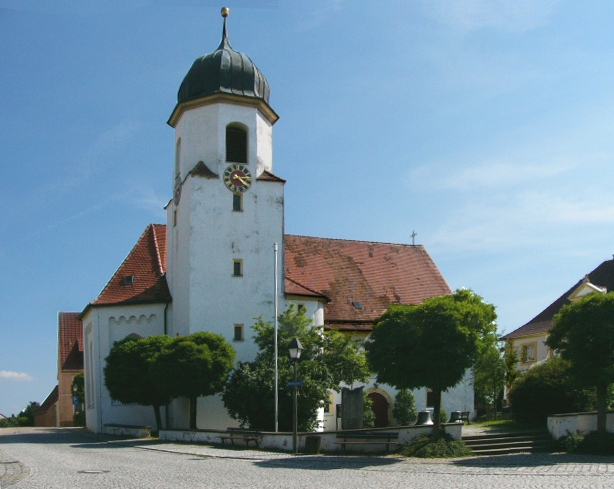
Kirche

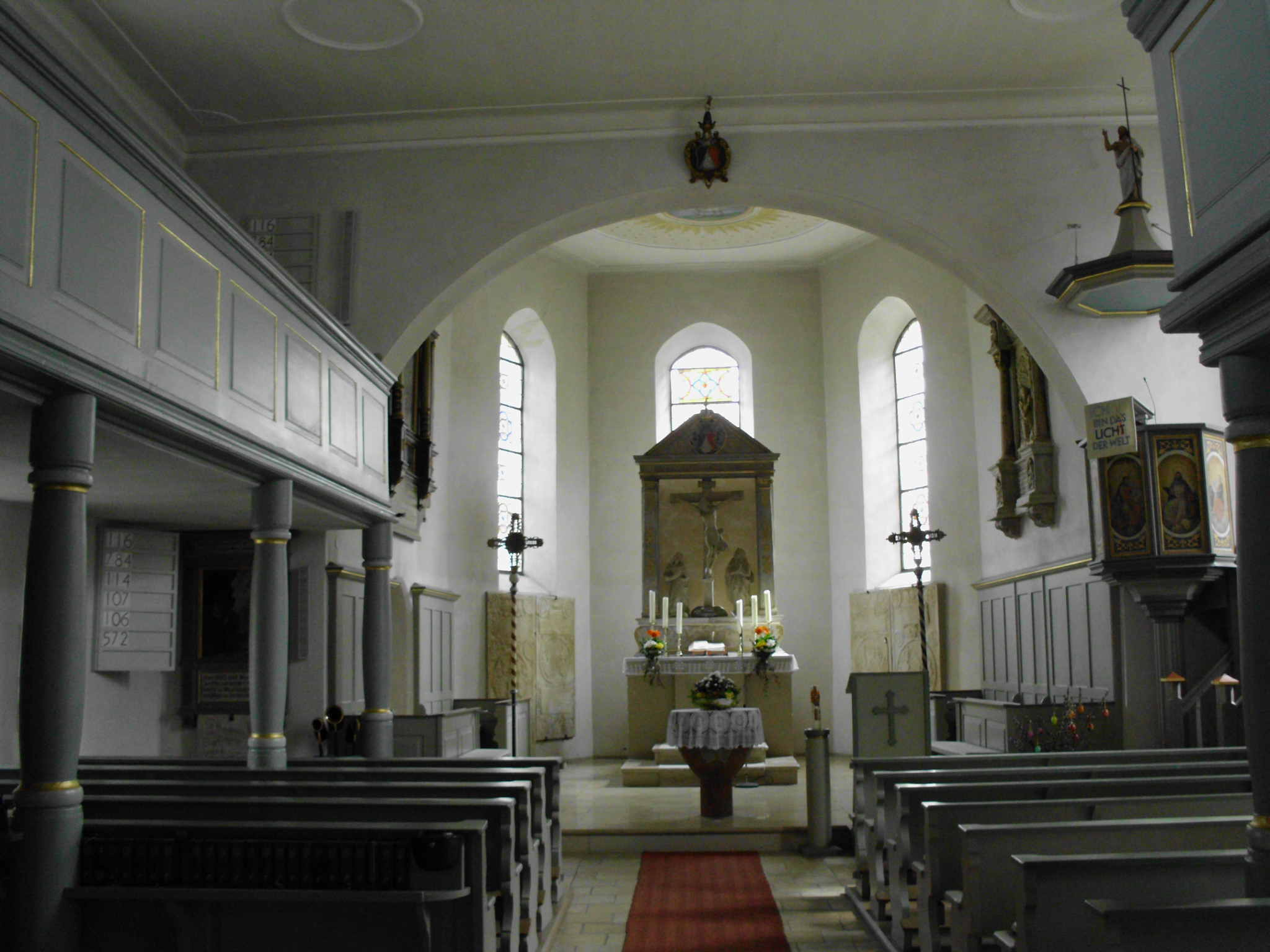
Innenraum, Blick zum Chor

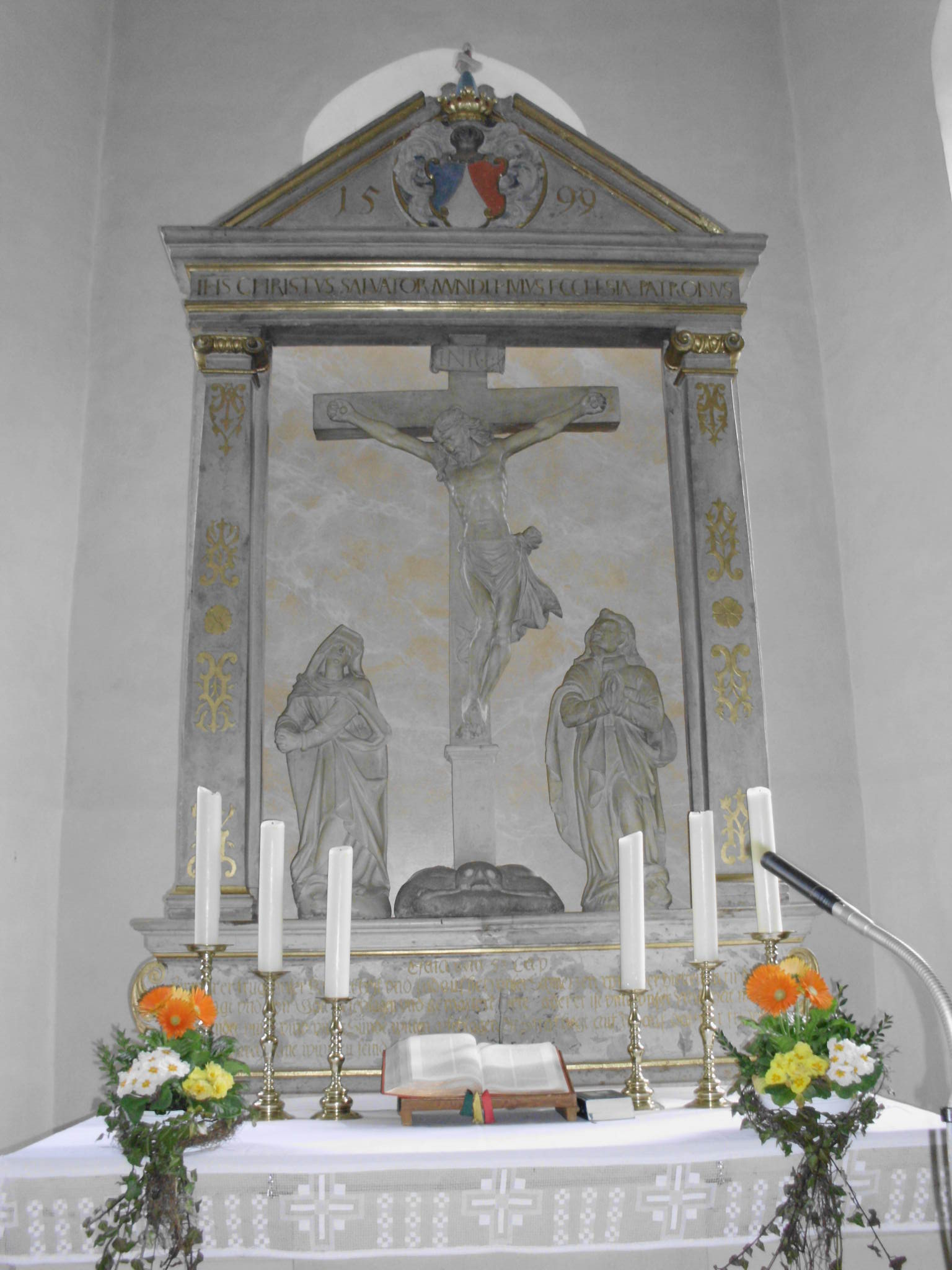
Spätrenaissance-Altar

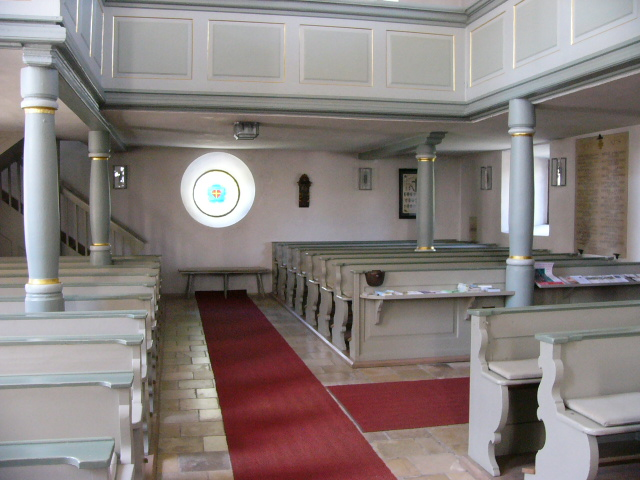
Innenraum, Blick nach Westen

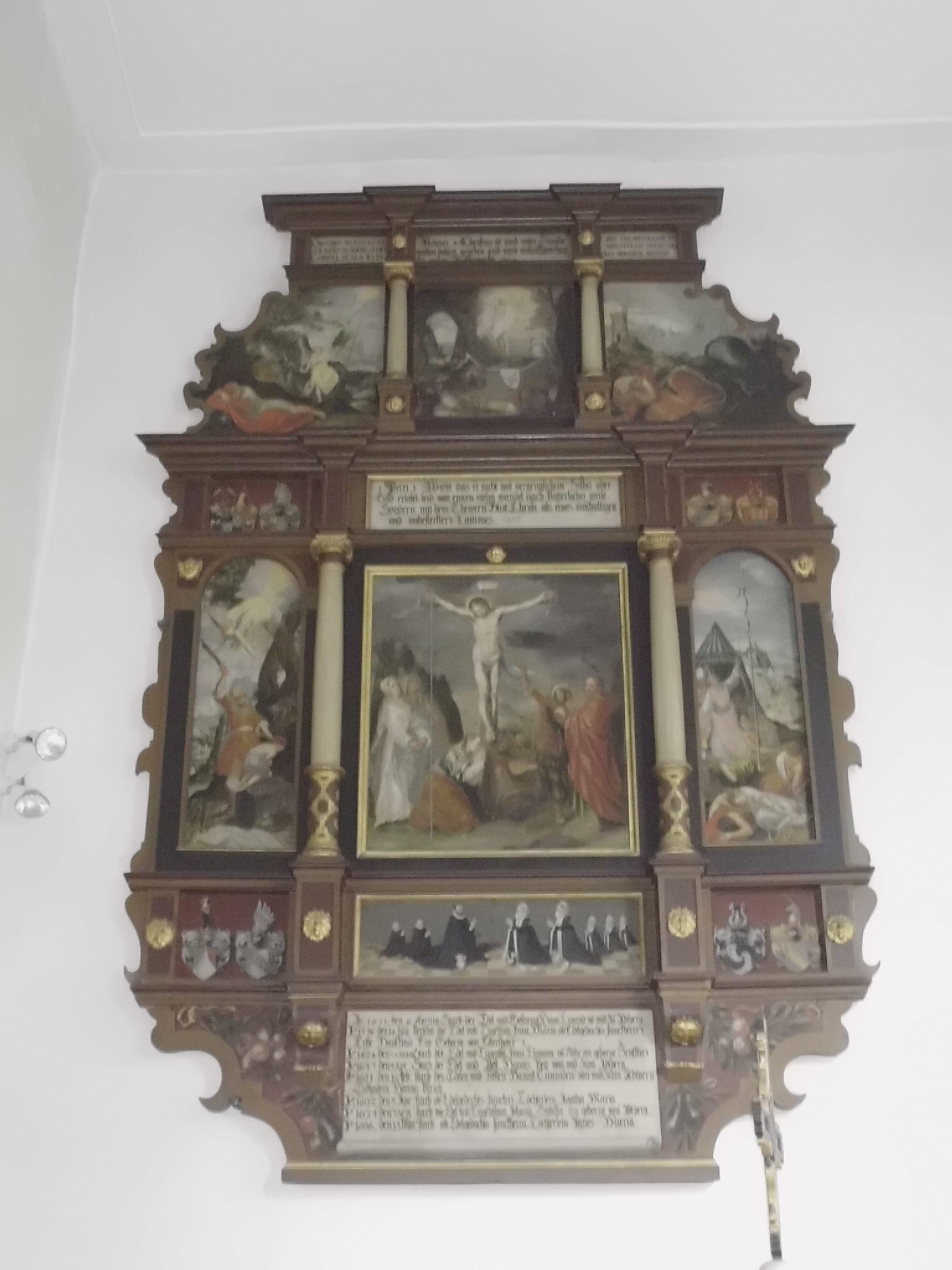
Holzepitaph des Hans Konrad von Absberg an der Chornordwand

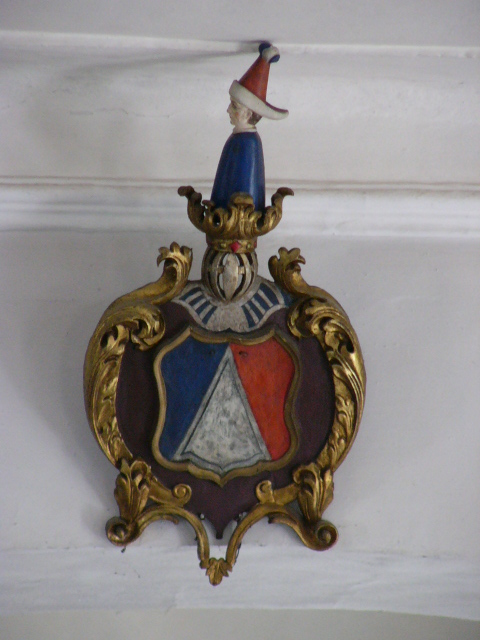
Wappen der Herren von Absberg über dem Chorbogen

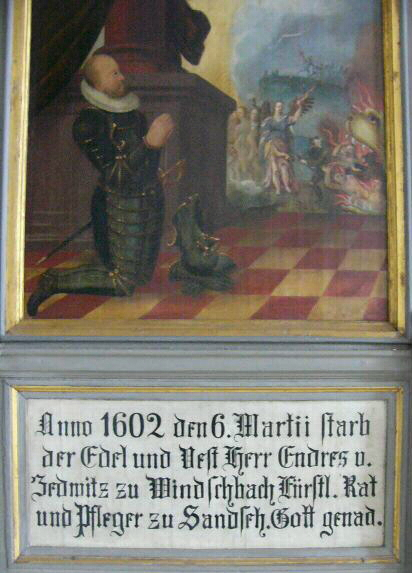
Detail vom Zedwitz-Epitaph

Die evangelisch-lutherische Christuskirche ist eine Pfarrkirche spätgotischen Ursprungs in Absberg im mittelfränkischen Landkreis Weißenburg-Gunzenhausen. Sie steht im östlichen Bereich des auf einem Bergsporn sich hinziehenden Ortes nahe am ehemaligen Deutschordensschloss.

## Bau- und Kirchengeschichte
Die erste Kirche des Dorfes, aus Holz gebaut und zu Ehren der Heiligen Cyriakus und Ottilie geweiht, stand auf dem heutigen Friedhofsgelände. Während der Ungarneinfälle wurde sie 955 niedergebrannt und später in Stein neu errichtet. Die Weihe dieser ersten Steinkirche in „Abbatesberc“ vollzog der Eichstätter Bischof Gundekar II. zwischen 1057 und 1075, wie das unter ihm angelegte Pontifikale Gundekarianum berichtet. 1327 wurde Absberg, bisher Filiale von Pfofeld, eine eigene Pfarrei, indem Chunrat von Absberg auf seine Bitte hin von Konrad und Gottfried von Hohenlohe mit der Pfarrei, dem Pfarrwidum und 1/3 des großen und 2/3 des kleinen Zehnt belehnt wurde. In einem Beleg von 1458 ist von einer Pfarrkirche „S. Otilie“ und 1480 von einer Kirche „S. Ciriaci et Otile“ mit Präsentationsrecht der Herren von Absberg die Rede.
Es gab noch einen weiteren Sakralraum in Absberg: 1488 ließ Heinrich IV. von Absberg-Rumburg, Bischof von Regensburg, eine Kapelle konsekrieren; sie stand im Bereich des heutigen Friedhofs. 1604 wurde sie renoviert und 1805/06, baufällig geworden, abgerissen.
Die Christuskirche wurde als erste rein evangelische Kirche in der Region 1597/98 auf Anregung von Hanns Konrad von Absberg und überwiegend auf seine Kosten neu errichtet; die Reformation war 1533 unter Hans Christoph von und zu Absberg eingeführt worden. Als am 11. Juli 1652, fünf Jahre nach dem Aussterben der Herren von Absberg, der Deutsche Orden im Tauschweg die Herrschaft Absberg übernahm, diente die Kirche seit etwa 1660 mit Unterbrechung bis 1834 auch als katholischer Sakralraum (Simultankirche) – „eine Quelle zahlloser Streitigkeiten“. Für 1732 erfährt man, dass von den Untertanen des Deutschen Ordens in Absberg 24 lutherisch und 31 katholisch sind. Nachdem 1809 die katholische Gemeinde Absberg zur Pfarrei erhoben worden war, kaufte diese 1834 die Schlosskapelle und erweiterte sie für ihre Kultuszwecke. Das Simultaneum beendete man am 14. August 1834 mit einem gütlichen Vergleich, in dessen Folge 1835 der bisher mitbenutzte Kirchenbau mit einer feierlichen Schlüsselübergabe wieder zur Gänze an die Evangelisch-lutherische Kirche überging. 1826 hatte man die Kirche einer „gründlichen Reparatur“ unterzogen, eine weitere erfolgte 1851; während dieser Zeit konnten die evangelischen Christen in der katholischen Schlosskirche ihre Gottesdienste abhalten.
1884 bis 1886 erfolgte bei der Christuskirche eine Neuordnung und Abänderung der Fenster und eine Umgestaltung des Innenraumes im neugotischen Stil, die 1958 größtenteils wieder zurückgenommen wurde. Als bei einem Brand im ehemaligen Schloss 1969 die katholische Schlosskirche durch Löschwasser schwer in Mitleidenschaft gezogen wurde, konnten während der Renovierung die Katholiken die Christuskirche wieder mitbenutzen.

## Baubeschreibung
Die südwest-nordost ausgerichtete Saalkirche besteht aus einem flachgedeckten, innen 13,55 m langen und 9,20 m breiten Langhaus mit drei Fensterachsen und einem eingezogenen, innen 7,35 m langen und 6,30 m breiten Chor mit dreiseitigem Schluss; in den Schlussfeldern befindet sich je ein Fenster. Der Chorbogen ist rund. Alle Fenster schließen in einem gedrückten Spitzbogen. An den Außenseiten des Chores sind Blenden zu sehen, die bis zu einem Rundbogenfries auf Karnieskonsolen reichen – ein häufig in der Nachgotik anzutreffendes romanisierendes Motiv. Das rundbogige Portal an der Nordseite ist außen von einem breiten, diamantiertem Steinband gesäumt; am Scheitel sind das Wappen der Herren von Absberg und die Jahreszahl „1598“ angebracht.
Der dreigeschossige Chorflankenturm im Norden der Kirche wird abgeschlossen von einem kurzen Oktogon mit stichbogigen Schallöffnungen und – seit 1721 – mit kupferblechgedeckter Kuppelhaube, an der Spitze in Knauf und Wetterhahn auslaufend. Zwischen dem Glockenturm und dem östlichen Langhausende ist ein rundes Treppentürmchen angefügt, das zu den Obergeschossen des Glockenturmes führt. Im Turmerdgeschoss befindet sich ein als Sakristei genutzter tonnengewölbter Raum.

## Ausstattung
- Der Altar ist eine Schöpfung der Spätrenaissance; er wurde 1599 in Kalkstein gefertigt. Von 1886 bis 1958 ersetzte ihn ein neugotischer Altar mit einem Gemälde der „Bergpredigt“ des Nürnberger Kunstmalers Rall. Der 1958 wieder aufgestellte ursprüngliche Altaraufsatz besteht aus zwei ionischen Pfeilern mit flachem Beschlägwerk, die einen Architrav tragen, der mit einem Dreiecksgiebel mit dem Wappen derer von Absberg und der Jahreszahl „1599“ abschließt. In dem von den Pfeilern gebildeten Feld steht ein Kruzifix mit Maria und Johannes – eine „sehenswerte Kreuzigungsgruppe“.[15] Auf der Predella ist in lateinischer Sprache ein Spruch aus dem 53. Kapitel des Buches Jesaja angebracht.[16]
- An der rechten Chorinnenwand findet sich ein Epitaph aus Kalkstein mit zwei Säulen aus rotem Marmor für Hans Christoph von Absberg († 1562), das dem Eichstätter Bildhauer Wilhelm Sarder zugeschrieben wird, dessen Hauptrelief den Ritter betend vor einem Kruzifix vor der Silhouette Jerusalems zeigt.[17] Im Aufzug ist Gott Vater dargestellt, flankiert von den allegorischen Gestalten des Glaubens und der Hoffnung.[18]
- Das Epitaph links im Chor von 1606, in Holz geschnitzt und bemalt, erinnert an Hans Konrad von Absberg († 1611), der die Kirche stiftete, und seine Frauen Maria von Ellerhofen († 1596) und Eleonore Senft von Sulburg († 1631) und deren Kinder.[19]
- Sechs stark abgetretene Grabsteine von Mitgliedern des Hauses Absberg, darunter des letzten Absbergers Hans Veit († 1647) mit „gestürztem Wappen“, wurden 1922 aus dem Pflaster genommen und an den Chorwänden aufgestellt.[20]
- Im Langhaus befinden sich an der Nord- und Westseite durchgehende Emporen; an der Südseite reicht die Empore vom Westen her bis zur Mitte des Langhauses. Sie ruhen auf Säulen.
- Im Langhaus findet sich an der östlichen Stirnseite links ein Epitaph für Endres von Zedwitz zu Windsbach, fürstlich-eichstättischer Rat und Pfleger zu Sandsee bei Pleinfeld († 1602), eine Holztafel mit Malereien, die unter anderem den Ritter kniend vor dem Weltenrichter zeigen. Der Grabstein darunter wurde für das Kind Hans Ulrich von Absberg († 1601) angebracht.[21]
- Eine neugotische, mehrmals abgeänderte Kanzel steht auf einer Säule in der Südostecke des Langhauses. Die 1958 angebrachten Kanzelbilder stammen vermutlich von der Vorgängerkanzel des 16. Jahrhunderts; sie hatten in der Zeit der Neugotik als Wandbilder im Chor Verwendung gefunden. Der von einer neugotischen Figur des Auferstandenen bekrönte Kanzeldeckel wurde 1990 geschaffen.[22]
- An der Südwand findet man das neugotische ehemalige Altarbild „Die Bergpredigt“. An der Rückwand der Kirche hängt seit 1958 ein Miniatur-Epitaph für den „Raubritter“ Hans Thomas von Absberg († 1531).[23]
- In der Südwestecke im Treppenaufgang zur Orgel und Empore hängt ein ebenfalls von Rall gemaltes Lutherbild.[24]
- Ein rundes Deckenbild mit Stuckrand stellt die Himmelfahrt Christi dar, gemalt im 19. Jahrhundert vom Architekten und Kirchenmaler Böhner.[24]
- Von den beiden am Chorgestühl aufgestellten Vortragekreuzen wurde das ältere 1840 repariert.[25]
- Von der Steinmeyer-Vorgängerorgel hat sich, etwas vereinfacht, der dreiteilige Prospekt der Neugotik erhalten. 1991/92 wurde das heutige Instrument der Fa. Hey Orgelbau aus Urspringen/Rhön eingebaut.[26]
- Seit 1990 sind im Turm drei neue Bronzeglocken der Glockengießerei Bachert, Bad Friedrichshall, aufgehängt, die die Stahlglocken aus den 1920er Jahren ersetzten. Von letzteren stehen zwei heute vor der Kirche.

## Literatur

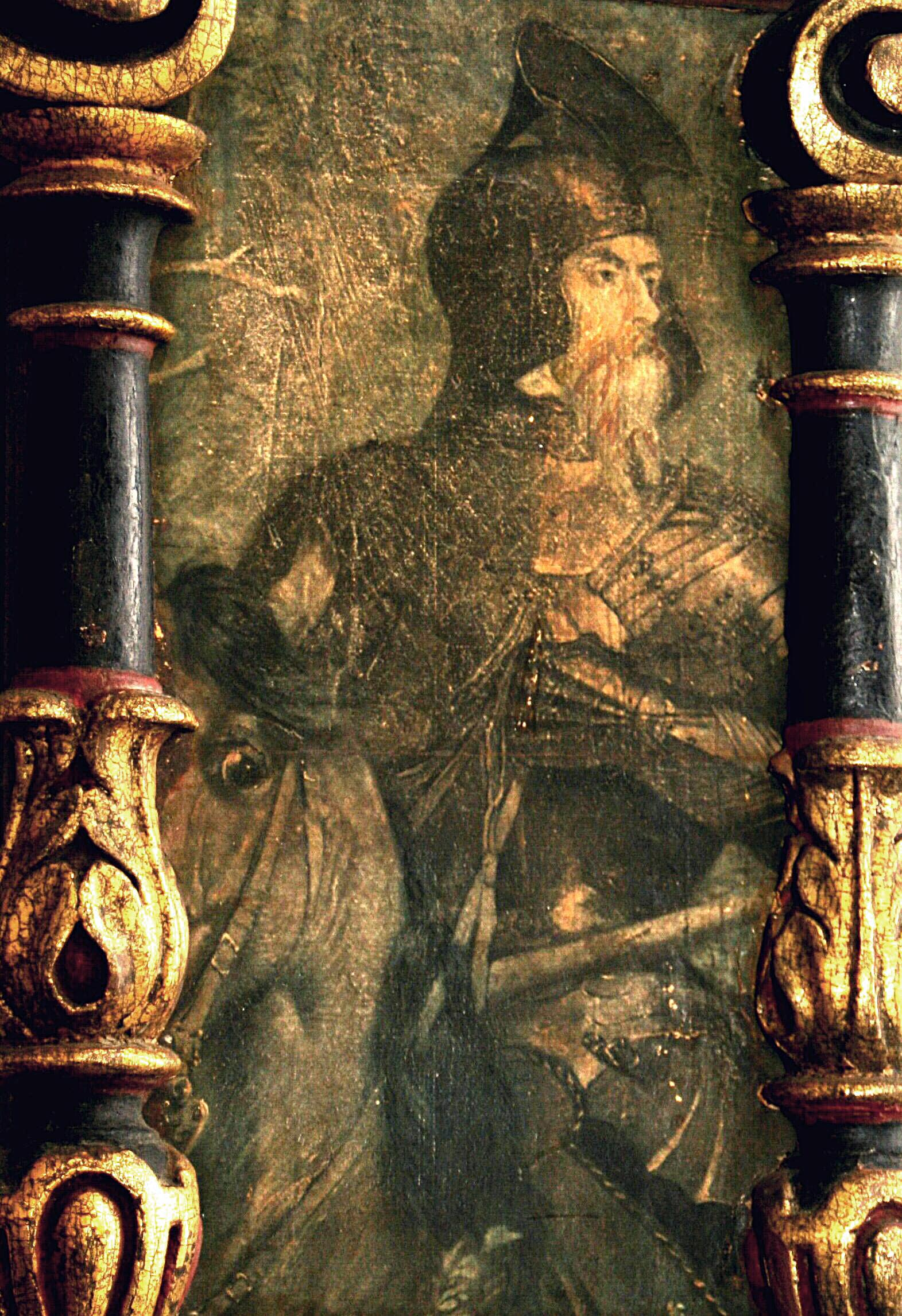
Detail vom Kleinepitaph des „Raubritters“ Thomas von Absberg († 1531)
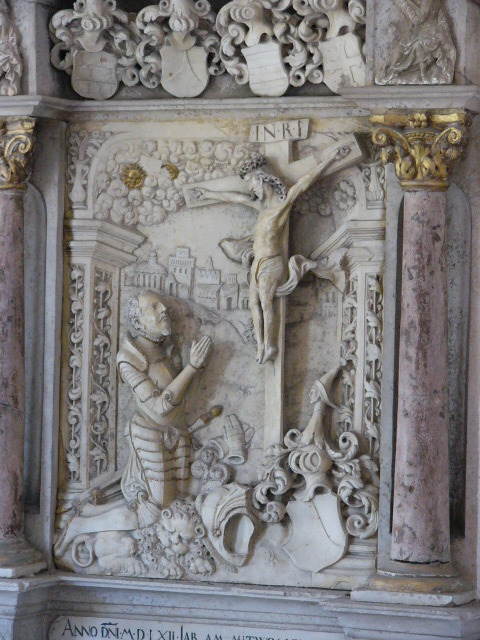
Detail vom Steinepitaph des Hans Christoph von Absberg
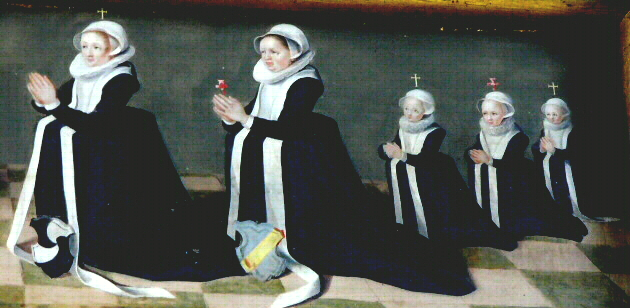
Detail vom Holzepitaph des Hans Konrad von und zu Absberg